# أيلود صيني
أيلود صيني (الاسم العلمي:Elodea chinensis) هو نوع غير مؤكد من النباتات يتبع جنس الأيلود من الفصيلة الحب المائية.